# Санкт-Галленкірх
Санкт-Галленкірх (нім. Sankt Gallenkirch) — містечко й громада округу Блуденц в землі Форарльберг, Австрія. Санкт-Галленкірх лежить на висоті 878 м над рівнем моря і займає площу 127,83 км². Громада налічує 2190 мешканців. Густота населення 17/км².  
Округ Блуденц лежить на півдні Форальбергу і межує зі Швейцарією. Місцеве населення, як і мешканці всього Форальбергу, розмовляє алеманським діалектом німецької мови, а тому ближче до швейцарців, ніж до населення більшої частини Австрії, яке розмовляє баварсько-австрійським діалектом. Округ, основною індустрією якого є туризм, має розвинуту мережу сполучення, численні гірськолижні траси й спортивні курорти з готелями та іншою інфраструктурою.    
|                                           |
| Санкт-Галленкірх на мапі округу та землі. |

Адреса управління громади: HNr. 4, 6791 Sankt Gallenkirch. 

## Демографія
Історична динаміка населення міста за даними сайту Statistik Austria